# Mark Webber
Mark Alan Webber (Queanbeyan, New South Wales, 27 augustus 1976) is een Australisch autocoureur. Tussen 2002 en 2013 reed hij in de Formule 1, waarin hij negen Grand Prix-zeges wist te behalen. Tussen 2014 en 2016 reed hij in het FIA World Endurance Championship, dat hij in 2015 won met teamgenoten Brendon Hartley en Timo Bernhard.

## Carrière
Webber begon zijn carrière in de karting en Formule Ford en vertrok in 1996 naar Groot-Brittannië omdat daar meer kansen lagen. Na een seizoen in de Formule 3 reed hij vanaf 1998 voor Mercedes-Benz in het GT-kampioenschap. Na 2 crashes tijdens de 24 uur van Le Mans in 1999 richtte Webber zich op de eenzitters en kwam in 2000 uit in de Formule 3000 bij het team van Paul Stoddart. Ook in 2001 reed hij in deze klasse en werd toen tweede in de eindstand.
Op dat moment was hij ook al testcoureur bij het Formule 1-team van Benetton na een contract van Arrows te hebben afgeslagen. In 2002 maakte Webber zijn debuut in de Formule 1 voor het team van Minardi waar zijn landgenoot Stoddart intussen de baas was. Al in zijn eerste race (nota bene zijn thuisrace) zorgt Webber voor een sensatie door vijfde te worden en de eerste punten te scoren voor Minardi in 3 jaar.
Het leverde hem een transfer op naar het Jaguar-team op waar hij het eerste jaar 17 punten scoorde en tiende werd in het kampioenschap. In 2004 ging het moeizamer, bovendien liet Ford, de eigenaar van het Jaguar-team, halverwege het seizoen weten met het team te stoppen.
Webber kon in 2005 terecht bij Williams en de verwachting waren hooggespannen. Hij haalde voor de eerste keer het podium door derde te worden in de Grand Prix van Monaco. In de buurt van zeges kwam hij niet. Voor 2006 veranderde er veel bij Williams, motorenleverancier BMW vertrok en daar kwam Cosworth voor in de plaats. Ook zijn teamgenoot Nick Heidfeld vertrok. Webber bleef aan en kreeg Nico Rosberg als nieuwe teamgenoot.
Maar ook in 2006 liep het seizoen niet goed. De auto was niet betrouwbaar, en alleen in het begin kon Webber strijden om de punten. In Monaco streed hij nog mee om de overwinning, maar ook daar begaf zijn motor het. Hij werd uiteindelijk veertiende met zeven punten.
Aan het eind van het jaar maakte Webber bekend dat hij zou gaan overstappen naar zijn oude team Red Bull Racing, dat inmiddels Jaguar Racing had overgenomen. Hij hoopte daar om eindelijk zijn zege te pakken, met medewerking van de van McLaren overgenomen topontwerper, Adrian Newey. Zijn teamgenoot voor 2007 was David Coulthard.
In het seizoen 2008 reden hij en Coulthard ook voor Red Bull Racing.
In 2009 reed Webber nog steeds voor Red Bull Racing, dit werd op 3 juli 2008 bekendgemaakt. Webber zou David Coulthard niet meer aan zijn zijde hebben, die eerder die dag zijn afscheid aangekondigde. Webber kreeg de Duitser Sebastian Vettel, een van de twee Toro Rosso rijders als teamgenoot.
Op 6 december 2010 onthult Webber in zijn nieuwe boek Up Front dat hij de strijd om de titel in de Formule 1 mogelijk verloren heeft vanwege een schouderbreuk. De Australiër van Red Bull Racing liep de breuk in oktober op door een val bij het mountainbiken, maar verzweeg de kwetsuur. Hij reed de laatste vier races met pijnstillende cortisoneninjecties, zonder dat de renstal van zijn fysieke malheur op de hoogte was. Alleen zijn fysio en Gary Hartstein, de chef-arts van de Formule 1, wisten ervan, aldus Webber. Voor zijn ongeval ging Webber, die ook in 2008 na een fietsongeval lange tijd uit de roulatie was, aan de leiding in de stand om het WK. De wereldtitel kwam uiteindelijk terecht bij zijn stalgenoot Sebastian Vettel. Webber werd derde.
Op 12 juli 2009 won hij de GP van Duitsland op de Nürburgring. Webber verlengde op zijn 35e verjaardag (2011) zijn contract bij Red Bull tot eind 2012.
Op 27 juni 2013 maakte Webber bekend dat hij aan het eind van dat jaar zou stoppen met Formule 1 en dat hij voor Porsche in het World Endurance Championship gaat rijden in 2014.
Hij won het FIA World Endurance Championship in 2015 en stopte met racen op het einde van 2016.

## Carrière-overzicht
| Seizoen | Klasse                           | Team                 | Races | Overwinningen | pole-positions | snelste ronden | podiumplaatsen | Punten | Eindstand |
| ------- | -------------------------------- | -------------------- | ----- | ------------- | -------------- | -------------- | -------------- | ------ | --------- |
| 1994    | Australisch Formule Ford         | Mark Webber          | 16    | 0             | 0              | ?              | ?              | 30     | 13e       |
| 1995    | Australisch Formule Ford         | Yellow Pages Racing  | 16    | 3             | 3              | ?              | ?              | 158    | 4e        |
| 1995    | Australische Formule Holden      | Biranna Racing       | 2     | 0             | 0              | 0              | 2              | 32     | 8e        |
| 1995    | Formule Ford Festival            | Van Diemen           | 0     | 1             | N/A            | 1              | 0              | 0      | Brons     |
| 1996    | Europees Formule Ford            | Van Diemen           | ?     | ?             | ?              | ?              | ?              | ?      | Brons     |
| 1996    | Brits Formule Ford               | Van Diemen           | ?     | ?             | ?              | ?              | ?              | 113    | Zilver    |
| 1996    | Formule Ford Festival            | Van Diemen           | 1     | 1             | 0              | 0              | 1              | N/A    | Goud      |
| 1996    | Australisch Formule Holden       | Biranna Racing       | 2     | 1             | 0              | 0              | 1              | 20     | 102       |
| 1997    | Brits Formule 3                  | Alan Docking Racing  | 16    | 1             | 3              | 1              | 5              | 127    | 4e        |
| 1997    | Macau Grand Prix                 | Alan Docking Racing  | 1     | 0             | 0              | 0              | 0              | N/A    | 4e        |
| 1997    | Masters of Formula 3             | Alan Docking Racing  | 1     | 0             | 0              | 0              | 1              | N/A    | Brons     |
| 1998    | FIA GT Kampioenschap             | AMG Mercedes (GT1)   | 10    | 5             | 0              | 0              | 8              | 69     | Brons     |
| 1998    | 24 uur van Le Mans               | AMG Mercedes (GT1)   | 1     | 0             | 1              | 0              | 0              | N/A    | NC        |
| 1999    | 24 uur van Le Mans               | AMG Mercedes (GTP)   | 1     | 0             | 0              | 0              | 0              | N/A    | DNS       |
| 2000    | Formule 3000                     | European Arrows      | 10    | 1             | 0              | 2              | 3              | 21     | Brons     |
| 2001    | Formule 3000                     | Super Nova Racing    | 12    | 3             | 2              | 3              | 4              | 39     | Zilver    |
| 2002    | Formule 1                        | KL Minardi Asiatech  | 17    | 0             | 0              | 0              | 0              | 2      | 16e       |
| 2003    | Formule 1                        | Jaguar Racing        | 16    | 0             | 0              | 0              | 0              | 17     | 10e       |
| 2004    | Formule 1                        | Jaguar Racing        | 18    | 0             | 0              | 0              | 0              | 7      | 13e       |
| 2005    | Formule 1                        | BMW Williams F1 Team | 19    | 0             | 0              | 0              | 1              | 36     | 10e       |
| 2006    | Formule 1                        | WilliamsF1 Team      | 18    | 0             | 0              | 0              | 0              | 7      | 14e       |
| 2007    | Formule 1                        | Red Bull Racing      | 17    | 0             | 0              | 0              | 1              | 10     | 12e       |
| 2008    | Formule 1                        | Red Bull Racing      | 18    | 0             | 0              | 0              | 0              | 21     | 11e       |
| 2009    | Formule 1                        | Red Bull Racing      | 17    | 2             | 1              | 3              | 8              | 69.5   | 4e        |
| 2010    | Formule 1                        | Red Bull Racing      | 17    | 4             | 3              | 2              | 10             | 242    | Brons     |
| 2011    | Formule 1                        | Red Bull Racing      | 19    | 1             | 3              | 7              | 10             | 258    | Brons     |
| 2012    | Formule 1                        | Red Bull Racing      | 20    | 2             | 2              | 1              | 4              | 179    | 6e        |
| 2013    | Formule 1                        | Red Bull Racing      | 19    | 0             | 2              | 5              | 8              | 199    | Brons     |
| 2014    | FIA World Endurance Championship | Porsche              | 0     | 0             | 0              | 0              | 0              | 0      | 0         |

## Formule 1-carrière
| Jaar/Jaren    | Team     |
| ------------- | -------- |
| 2002          | Minardi  |
| 2003 t/m 2004 | Jaguar   |
| 2005 t/m 2006 | Williams |
| 2007 t/m 2013 | Red Bull |

|                       | 2002 | 2003 | 2004 | 2005 | 2006 | 2007 | 2008 | 2009 | 2010 | 2011 | 2012 | 2013 | Totaal |
| --------------------- | ---- | ---- | ---- | ---- | ---- | ---- | ---- | ---- | ---- | ---- | ---- | ---- | ------ |
| Aantal races          | 17   | 16   | 18   | 19   | 18   | 17   | 18   | 17   | 19   | 19   | 20   | 19   | 217    |
| Aantal zeges          | 0    | 0    | 0    | 0    | 0    | 0    | 0    | 2    | 4    | 1    | 2    | 0    | 9      |
| Aantal pole-positions | 0    | 0    | 0    | 0    | 0    | 0    | 0    | 1    | 5    | 3    | 2    | 2    | 13     |
| Aantal snelste ronden | 0    | 0    | 0    | 0    | 0    | 0    | 0    | 3    | 3    | 7    | 1    | 5    | 19     |
| Aantal podiumplaatsen | 0    | 0    | 0    | 1    | 0    | 1    | 0    | 8    | 10   | 10   | 4    | 7    | 41     |
| Aantal WK-punten      | 2    | 17   | 7    | 36   | 7    | 10   | 21   | 69,5 | 242  | 258  | 179  | 199  | 1047,5 |
| Eindstand WK          | 16   | 10   | 13   | 10   | 14   | 12   | 11   | 4    | 3    | 3    | 6    | 3    |        |

### Totale Formule 1-resultaten
- Races vetgedrukt betekent pole positie, Races cursief betekent snelste ronde

| Seizoen | Inschrijving             | Chassis       | Motor                    | 1       | 2       | 3       | 4       | 5       | 6       | 7       | 8       | 9       | 10      | 11      | 12      | 13      | 14      | 15      | 16      | 17      | 18      | 19      | 20    | Pos | Punten |
| ------- | ------------------------ | ------------- | ------------------------ | ------- | ------- | ------- | ------- | ------- | ------- | ------- | ------- | ------- | ------- | ------- | ------- | ------- | ------- | ------- | ------- | ------- | ------- | ------- | ----- | --- | ------ |
| 2002    | KL Minardi Asiatech      | Minardi PS02  | Asiatech AT02 3.0 V10    | AUS 5   | MAL DNF | BRA 11  | SMR 11  | SPA DNS | AUT 12  | MON 11  | CAN 11  | EUR 15  | GBR DNF | FRA 8   | DUI DNF | HON 16  | BEL DNF | ITA DNF | USA DNF | JPN 10  |         |         |       | 16  | 2      |
| 2003    | Jaguar Racing            | Jaguar R4     | Cosworth CR-5 3.0 V10    | AUS DNF | MAL DNF | BRA 9   | SMR DNF | SPA 7   | AUT 7   | MON DNF | CAN 7   | EUR 6   | FRA 6   | GBR 14  | DUI 11  | HON 6   | ITA 7   | USA DNF | JPN 11  |         |         |         |       | 10  | 17     |
| 2004    | Jaguar Racing            | Jaguar R5     | Cosworth CR-6 3.0 V10    | AUS DNF | MAL DNF | BHR 8   | SMR 13  | SPA 12  | MON DNF | EUR 7   | CAN DNF | USA DNF | FRA 9   | GBR 8   | DUI 6   | HON 10  | BEL DNF | ITA 9   | CHN 10  | JPN DNF | BRA DNF |         |       | 13  | 7      |
| 2005    | BMW Williams F1 Team     | Williams FW27 | BMW P84/5 3.0 V10        | AUS 5   | MAL DNF | BHR 6   | SMR 7   | SPA 6   | MON 3   | EUR DNF | CAN 5   | USA DNS | FRA 12  | GBR 11  | DUI DNF | HON 7   | TUR DNF | ITA 14  | BEL 4   | BRA DNF | JPN 4   | CHN 7   |       | 10  | 36     |
| 2006    | Williams F1 Team         | Williams FW28 | Cosworth CA2006 2.4 V8   | BHR 6   | MAL DNF | AUS DNF | SMR 6   | EUR DNF | SPA 9   | MON DNF | GBR DNF | CAN 12  | USA DNF | FRA DNF | DUI DNF | HON DNF | TUR 10  | ITA 10  | CHN 8   | JPN DNF | BRA DNF |         |       | 14  | 7      |
| 2007    | Red Bull Racing          | Red Bull RB3  | Renault RS27 2.4 V8      | AUS 13  | MAL 10  | BHR DNF | SPA DNF | MON DNF | CAN 9   | USA 7   | FRA 12  | GBR DNF | EUR 3   | HON 9   | TUR DNF | ITA 9   | BEL 7   | JPN DNF | CHN 10  | BRA DNF |         |         |       | 12  | 10     |
| 2008    | Red Bull Racing          | Red Bull RB4  | Renault RS27 2.4 V8      | AUS DNF | MAL 7   | BHR 7   | SPA 5   | TUR 7   | MON 4   | CAN 12  | FRA 6   | GBR 10  | DUI DNF | HON 9   | EUR 12  | BEL 8   | ITA 8   | SIN DNF | JPN 8   | CHN 14  | BRA 9   |         |       | 11  | 21     |
| 2009    | Red Bull Racing          | Red Bull RB5  | Renault RS27 2.4 V8      | AUS 12  | MAL 6‡  | CHN 2   | BHR 11  | SPA 3   | MON 5   | TUR 2   | GBR 2   | DUI 1   | HON 3   | EUR 9   | BEL 9   | ITA DNF | SIN DNF | JPN 17  | BRA 1   | ABU 2   |         |         |       | 4   | 69,5   |
| 2010    | Red Bull Racing          | Red Bull RB6  | Renault RS27 2.4 V8      | BHR 8   | AUS 9   | MAL 2   | CHN 8   | SPA 1   | MON 1   | TUR 3   | CAN 5   | EUR DNF | GBR 1   | DUI 6   | HON 1   | BEL 2   | ITA 6   | SIN 3   | JPN 2   | KOR DNF | BRA 2   | ABU 8   |       | 3   | 242    |
| 2011    | Red Bull Racing          | Red Bull RB7  | Renault RS27-2011 2.4 V8 | AUS 5   | MAL 4   | CHN 3   | TUR 2   | SPA 4   | MON 4   | CAN 3   | EUR 3   | GBR 3   | DUI 3   | HON 5   | BEL 2   | ITA DNF | SIN 3   | JPN 4   | KOR 3   | IND 4   | ABU 4   | BRA 1   |       | 3   | 258    |
| 2012    | Red Bull Racing          | Red Bull RB8  | Renault RS27-2012 2.4 V8 | AUS 4   | MAL 4   | CHN 4   | BHR 4   | SPA 11  | MON 1   | CAN 7   | EUR 4   | GBR 1   | DUI 8   | HON 8   | BEL 6   | ITA 20  | SIN 11  | JPN 9   | KOR 2   | IND 3   | ABU DNF | USA DNF | BRA 4 | 6   | 179    |
| 2013    | Infiniti Red Bull Racing | Red Bull RB9  | Renault RS27-2013 2.4 V8 | AUS 6   | MAL 2   | CHN DNF | BHR 7   | SPA 5   | MON 3   | CAN 4   | GBR 2   | DUI 7   | HON 4   | BEL 5   | ITA 3   | SIN 15  | KOR DNF | JPN 2   | IND DNF | ABU 2   | USA 3   | BRA 2   |       | 3   | 199    |

‡ Halve punten zijn uitgereikt omdat minder dan 75% van de raceafstand is afgelegd.

### Overwinningen
| Nr. | Grand Prix                           | Team             |
| --- | ------------------------------------ | ---------------- |
| 1   | Grand Prix van Duitsland 2009        | Red Bull-Renault |
| 2   | Grand Prix van Brazilië 2009         | Red Bull-Renault |
| 3   | Grand Prix van Spanje 2010           | Red Bull-Renault |
| 4   | Grand Prix van Monaco 2010           | Red Bull-Renault |
| 5   | Grand Prix van Groot-Brittannië 2010 | Red Bull-Renault |
| 6   | Grand Prix van Hongarije 2010        | Red Bull-Renault |
| 7   | Grand Prix van Brazilië 2011         | Red Bull-Renault |
| 8   | Grand Prix van Monaco 2012           | Red Bull-Renault |
| 9   | Grand Prix van Groot-Brittannië 2012 | Red Bull-Renault |